# Delta Amacuro
Delta Amacuro er en af Venezuelas 23 delstater (estados). Delstaten er beliggende i det nordøstlige hjørne af Venezuela ved deltaet af Orinoco-floden, og dens hovedstad hedder Tucupita. Delta Amacuro dækker et areal på 40.200km² og har en population på 152.700 indbyggere (2007).
Delta Amacuro er inddelt i 4 kommuner (municipios).

## Historie
Området har kun været selvstændig delstat fra 1991, hvor den blev adskilt fra delstaten Bolívar.

## Økonomi
De vigtigste økonomiske aspekter i delstaten er fiskeri og udvinding samt raffinering af olie.